# Otão V da Baviera
Otão V da Baviera (Munique, 1346 — Burgruine Wolfstein, 15 de novembro de 1379) foi duque de Baviera e, como Otão VII, príncipe-eleitor de Brandemburgo. Otão era o quarto filho de Luís IV, Sacro Imperador Romano-Germânico, com a sua segunda esposa, Margarida de Hainaut, condessa de Hainaut e da Holanda.

## Biografia
Otão foi Duque da Baviera conjuntamente com os seus cinco irmãos em 1347. Mais tarde, em 1349,quando a Baviera se dividiu em Alta e Baixa, ele e seus irmãos Luís V e Luís VI tornaram-se duques da Alta Baviera. Em 1351, ele e Luís VI deram os seus direitos na Baviera a Luís V, em troca de Brandemburgo. Em 1356, Luís VI e Otão foram investidos com a dignidade eleitoral.
Otão, ainda menor de idade, cresceu em terras da sua mãe na Holanda, sob a tutela do seu irmão Luís V. Em 1360, Otão chegou à idade de governar. Com a morte de Luís VI em 1365, Otão tornou-se o único marquês de Brandemburgo.
No dia 19 de março de 1366, Otão casou-se com Catarina da Boémia (1342-1386), filha de Carlos IV, Sacro Imperador Romano-Germânico e viúva de Rodolfo IV da Áustria, desde a altura em que os duques sem filhos Luís VI e Otão prometeram a Carlos IV a sucessão de Brandenburgo, em 1364. O contrato foi uma vingança de um conflito com o seu irmão Estêvão II em sucessão na Baviera após a morte de Meinardo da Baviera, filho de Luís V.
No entanto, Carlos invadiu Brandemburgo em 1371, altura em que Otão negligenciou o seu governo. Dois anos mais tarde, Otão renunciou oficialmente contra uma compensação financeira enorme e retirou-se para a Baviera. Este foi o fim do governo da Casa de Wittelsbach, em Brandemburgo. Otão manteve a dignidade eleitoral e foi aceite como regente nominal por Estêvão II. Otão, então, passou o seu tempo no castelo de Wolfstein, em Landshut, com divertimentos.